# Walter Lustig
Walter Lustig (geboren 10. August 1891 in Ratibor; gestorben 1945 in Berlin) war ein deutscher Mediziner, der während der Zeit des Nationalsozialismus das Jüdische Krankenhaus Berlin leitete und bei der Reichsvereinigung der Juden in Deutschland führend tätig war.

## Leben
Walter Lustig war der Sohn des jüdischen Kaufmanns Bernhard Lustig und seiner Frau Regine, geborene Besser. Er besuchte zunächst die Städtische Volksschule in Ratibor und danach das dortige königliche Gymnasium, wo er im März 1910 seine Schullaufbahn mit dem Abitur beendete. Anschließend absolvierte er ein Studium der Medizin mit dem Schwerpunkt Chirurgie und der Naturwissenschaften an der Universität Breslau, das er Ende Februar 1915 mit dem Staatsexamen abschloss. Einen Monat später erhielt Lustig seine Approbation. Lustig, ab 1913 Mitglied der Berliner Gesellschaft für Anthropologie, Ethnologie und Urgeschichte, wurde Anfang 1914 Volontär-Assistent am Anthropologischen Institut der Schlesischen Friedrich-Wilhelms-Universität zu Breslau. Lustig konvertierte als junger Mann vom Judentum zum Christentum und gehörte der Religionsgemeinschaft der Baptisten an.
Nach Beginn des Ersten Weltkrieges war Lustig als Kriegsfreiwilliger beim Deutschen Heer in Breslau als Militärarzt in einem Lazarett eingesetzt. Während seiner Tätigkeit als Militärarzt promovierte er 1915 in Breslau mit der Dissertation „Die Skelettreste der unteren Extremität von der spätdiluvialen Fundstätte Hohlerfels und ihre rassenmorphologische Stellung“ zum Dr. med. und 1916 zum Dr. phil. mit der Dissertation „Ein neuer Neandertalfund“.
Nach Kriegsende war Lustig ab 1920 als preußischer Medizinalbeamter in Koblenz tätig. In dieser Funktion sammelte er Informationen zur Volksgesundheit und übermittelte diese an das Preußische Ministerium für Volkswohlfahrt. Zusätzlich führte er seine Privatpraxis.
Lustig zog 1927 nach Berlin. Ende Januar 1927 heiratete Lustig die nichtjüdische Ärztin Annemarie Preuss (* 4. Juni 1897 in Breslau). Die Ehe blieb kinderlos. Lustig trat Anfang Februar 1927 in die Verwaltung der Berliner Polizei ein. Innerhalb der Berliner Polizeiverwaltung machte Lustig schließlich Karriere. Von 1929 bis 1933 leitete er das Medizinaldezernat beim Berliner Polizeipräsidium und wurde bis zum Obermedizinalrat und Oberregierungsrat befördert. In dieser Funktion war er u. a. für die Gesundheitsfürsorge in Schulen und Heimen zuständig. Des Weiteren umfasste sein Tätigkeitsfeld auch die Ausbildung des medizinischen Personals. Lustig war Autor mehrerer Bücher, unter anderem des Standardwerks „Der Arzt als öffentlicher Gesundheitsbeamter, Gesundheitspolitiker und gerichtlicher Sachverständiger“ (1926), das unter dem Namen „Der Kleine Lustig“ bekannt wurde.

## Zeit des Nationalsozialismus
Nach der Machtübernahme durch die Nationalsozialisten wurde Lustig abgesetzt und im Oktober 1933 aufgrund des Berufsbeamtengesetzes aus dem Polizeidienst entlassen. Seine Eingabe, als Kriegsveteran durch das „Frontkämpferprivileg“ im Staatsdienst verbleiben zu dürfen, wurde abgelehnt, da seine Tätigkeit als Militärarzt in Breslau nicht als Fronteinsatz anerkannt wurde. Anschließend lebte er von 500 RM Pension.
Spätestens ab 1936 war er bei der Verwaltung der Jüdischen Gemeinde zu Berlin angestellt. Die Approbation wurde ihm 1938 entzogen. Lustig wurde Opfer antijüdischer Maßnahmen, so musste er eine Judenvermögensabgabe in Höhe von 21.400 RM zahlen und Wertgegenstände abgeben.
Nach Installierung der Reichsvereinigung der Juden in Deutschland leitete Lustig in dieser Organisation ab Juli 1939 bei der Abteilung Fürsorge unter Conrad Cohn den Bereich Gesundheitsfürsorge.

### Ärztlicher Leiter des Jüdischen Krankenhauses Berlin
Im Dezember 1941 wurde am Jüdischen Krankenhaus Berlin durch das NS-Regime eine „Untersuchungsabteilung für Transportreklamation“ geschaffen, wo die Transportfähigkeit von Juden festgestellt werden sollte. Diese Abteilung musste Lustig leiten. Auf Anordnung der NS-Behörden war Lustig gezwungen, 91 Krankenhausangestellte im Oktober 1942 für die Deportation in Konzentrationslager auszuwählen. Andererseits konnte er in mehreren Fällen für von der Deportation bedrohte Menschen Rückstellungen aus medizinischen Gründen erreichen, so lange dies möglich war.
Am 20. Oktober 1942 wurde Lustig ärztlicher Direktor des Jüdischen Krankenhauses Berlin. Als Gestapo und Kripo das Jüdische Krankenhaus nach der Fabrikaktion am 27. Februar 1943 schließen wollten, gelang es Lustig, mit dem Hinweis auf eine fehlende Genehmigung dieses Vorhaben abzuwenden. Daraufhin wurden 300 Krankenhausangestellte selektiert, die samt ihren Familien in Konzentrationslager verbracht wurden. Im Juni und November 1943 wurden Patienten aus dem Jüdischen Krankenhaus deportiert. Lustig musste mehrfach Deportationslisten erstellen. Seit Anfang März 1944 diente das Pathologiegebäude des Krankenhauses als Sammelstelle für Juden, die von dort zum Teil weiter in Konzentrationslager deportiert wurden.

### Leiter der Rest-Reichsvereinigung
Ab Ende 1942 gehörte er auch dem Vorstand der Reichsvereinigung an, zu deren Vorstandssitzungen er zuvor schon als Sachverständiger für Gesundheitsfürsorge mehrmals geladen war. Nachdem die Büroräume der Reichsvereinigung am 10. Juni 1943 geschlossen und anschließend die letzten Vertreter dieser Organisation in das Ghetto Theresienstadt deportiert worden waren, war Lustig von Juni 1943 bis zum Ende des Zweiten Weltkrieges Leiter der so genannten Rest-Reichsvereinigung und der einzige ehemalige leitende Mitarbeiter der ehemaligen Reichsvereinigung. Er war von der Deportation ausgenommen worden, da er in Mischehe lebte. Sein Vater wurde jedoch in das Ghetto Theresienstadt verbracht. Lustigs Ehefrau wurde zum Dienst am Städtischen Krankenhaus Traunstein verpflichtet, wo sie als Assistenzärztin arbeitete. Die Rest-Reichsvereinigung hatte ihren Dienstsitz in den Räumlichkeiten des Jüdischen Krankenhauses in der Iranischen Straße 2. Diese Organisation war für die soziale Fürsorge der Juden in Mischehen sowie der noch von der Deportation verschonten „Volljuden“ und der zwangsweisen Vermögenstransaktion an den NS-Staat zuständig. Zudem hielt Lustig Kontakt zu den 41 für jüdische „Mischehepartner“ und deren Kinder zuständigen Vertrauensmännern im Reichsgebiet, die der Rest-Reichsvereinigung unterstanden. In seiner leitenden Funktion wurde Lustig mehrfach durch Fritz Wöhrn aus dem Eichmannreferat vernommen.

## Nach Kriegsende
Nach Ende des Zweiten Weltkrieges blieb Lustig Leiter des Jüdischen Krankenhauses, das umgehend seinen regulären Betrieb wieder aufnahm. Zudem bot er sich an, im Berliner Bezirk Wedding als Amtsarzt zu fungieren und die Leitung des dortigen Gesundheitsamtes zu übernehmen. Mit seinen Kollegen der noch bestehenden Rest-Reichsvereinigung versuchte er ab dem 25. Mai 1945 erfolglos, diese Organisation als legitime Vertretung der überlebenden Juden und als neue Jüdische Gemeinde zu Berlin anerkennen zu lassen.
Schließlich wurde Lustig von dem Auschwitzüberlebenden Bully Salmen Schott im Jüdischen Krankenhaus zur Rede gestellt, der Lustig für die Deportation seiner Mutter und deren Tod verantwortlich machte. Nach einem Wortgefecht unter Anwesenheit sowjetischer Offiziere schlug Schott Lustig nieder. Lustig wurde Ende Juni 1945 nach einer Anzeige von überlebenden Juden des Sammellagers wegen Zusammenarbeit mit der Gestapo durch Angehörige des NKWD verhaftet. Anschließend wurde er inhaftiert und durch ein sowjetisches Militärtribunal zum Tode verurteilt. Ende Dezember 1945 soll er in dem Gefängnis Rummelsburg hingerichtet worden sein. Nach anderen Angaben soll er sich im Winter 1945 im Spezialgefängnis Nr. 6 des NKWD in Berlin-Lichtenberg das Leben genommen haben. Das Amtsgericht Berlin-Wedding legte am 19. Oktober 1954 als offizielles Todesdatum den 31. Dezember 1945 fest.
Lustig wird als ambivalente Persönlichkeit geschildert: Einerseits soll er sehr eng mit den NS-Instanzen kooperiert sowie deren Vorgaben umgesetzt haben, andererseits soll er Juden durch Krankenhauseinweisungen oder andere Interventionen vor dem Transport in die Vernichtungslager bewahrt haben.

## Werke
- Die Skelettreste der unteren Extremität von der spätdiluvialen Fundstätte Hohlerfels und ihre rassenmorphologische Stellung. Braunschweig 1915
- Ein neuer Neandertalfund. Breslau 1916
- Das Verhältnis des Collo-Diaphysenwinkels zum Hals und Schaft des Oberschenkels. Wiesbaden 1916
- Leitfaden der gerichtlichen Medizin einschl. d. gerichtl. Psychiatrie : Für Studierende, Ärzte u. Juristen. Berlin 1925
- Die Bekämpfung des Kurpfuschertums. Berlin 1926
- Zwangsuntersuchung und Zwangsbehandlung. München 1926
- Der Arzt als öffentlicher Gesundheitsbeamter, Gesundheitspolitiker und gerichtlicher Sachverständiger. Berlin, um 1926
- Gesetz und Recht im Krankenhaus. Berlin 1930
- Anatomie und Physiologie. Leipzig 1931
- Laboratorium und Röntgeninstitut in Gesetz und Recht, einschl. d. amtl. Prüfungs- u. Ausbildungsvorschriften f. techn. Assistentinnen in Preussen u. d. anderen dt. Ländern. Leipzig 1931
- Gesetzes- und Rechtskunde für Kranken-, Säuglings- und Fürsorgeschwestern, Sozialbeamte, Masseure, Hebammen und Irrenpflegepersonen : Ein Lehrb. in Frage u. Antwort. Berlin 1931 ; Berlin 1935
- Die Beschäftigung unausgebildeter Technischer Assistentinnen. In: Reveta 1932, S. 138 ff.
- Die theoretischen Grundlagen der praktischen Krankenpflege : Ein Lehrb. in Frage u. Antwort. Leipzig 1933 ; Berlin 1936